# Brusno
Brusno és un poble i municipi d'Eslovàquia que es troba a la regió de Banská Bystrica.

## Història
La primera menció escrita de la vila es remunta al 1424.

## Demografia
| Godina             | 1994 | 2004   | 2014   | 2024   |
| ------------------ | ---- | ------ | ------ | ------ |
| Nombre de persones | 2081 | 2114   | 2145   | 2122   |
| Diferència         |      | +1,58% | +1,46% | −1,07% |

| Godina             | 2023 | 2024   |
| ------------------ | ---- | ------ |
| Nombre de persones | 2126 | 2122   |
| Diferència         |      | −0,18% |